# 采女摩礼志
采女 摩礼志（うねめ の まれし、生没年不詳）は、飛鳥時代の豪族。姓は臣。

## 出自
采女氏は物部氏の一族で、『新撰姓氏録』「右京神別」天神には、物部氏の後裔である石上朝臣同祖で、饒速日命の6世の孫、大水口宿禰命の子孫であると記されている。『古事記』中巻神武天皇条、『先代旧事本紀』にも同様の記載がある。采女の統轄にあたった伴造氏族である。

## 記録
摩礼志が歴史上に現れるのは、以下の出来事のみである。
『書紀』巻第二十三によると、推古天皇36年9月（628年）、天皇の葬礼が終わり、大臣蘇我蝦夷は阿倍内麻呂と相談し、群臣を集め、饗応し、田村皇子と山背大兄王とどちらを皇嗣とすべきか、という会合を開いたが、大伴鯨（おおとも の くじら）は亡き天皇は遺言ではっきりと田村皇子を指定したと発言した。これに賛同し、
と述べたのは、摩礼志のほか、高向宇摩（たかむく の うま）、中臣弥気（なかとみ の みけ）、難波吉士身刺（なにわ の きし むさし）の4名であった。
しかし、許勢大麻呂・佐伯東人・紀塩手の3人は山背大兄王を推挙し、蘇我倉麻呂は態度を保留した。
その後、山背大兄王は斑鳩宮でこの会合のことを知り、愕然として、臣下のものを遣わし、蝦夷の真意を尋ねようとした。蝦夷は直接これに答えることができず、その場に出席していた阿倍内麻呂・大伴鯨・摩礼志・紀塩手ほか8名と、河辺禰受を呼び、山背大兄王の言葉をつぶさに語った上で「臣下の自分が皇嗣を決められるすべもない。ただ天皇の遺詔を伝えるだけで、その遺詔通りならば田村皇子が即位すべきだと群臣も述べている。私の考えは直接お目にかかった際に語りましょう」という伝言を依頼した。
彼らは蝦夷の言葉を、山背大兄王の側近の三国王と桜井臣に伝え、「大臣たちの語っているところによると、この遺詔は天皇のお側近くに仕えている女王や采女もきいていることであり、王もご存じの筈です」とも答えた。
ここで重要なのは、この言葉を述べている面々に、采女を管掌する立場にある、摩礼志が参加していることである。
王は「自分の聞いたところと少し違う」と言ったが、「自分には天下をむさぼる気はない。また、叔父の遣わした群卿たちはいかめしい矛のように中を取り持つ人たちなので、自分の気持ちを叔父の蝦夷に伝えて欲しい」と述べた。その後、蘇我氏の一族で、山背大兄王擁立派の境部摩理勢が蝦夷と争い、敗死した。かくして、皇位は田村皇子が継承することになった。
天武天皇13年（684年）八色の姓の制定により、采女臣氏は同年11月に朝臣姓を授与されている。